# Chris Booker
Christopher Monroe Booker (ur. 24 października 1981 w Fort Worth) – amerykański koszykarz, występujący na pozycjach silnego skrzydłowego lub środkowego.

## Życiorys
Chris Booker ukończył studia na Uniwersytecie Purdue. W latach 2004–2008 występował m.in. w takich klubach jak Fenerbahçe SK czy Olimpia Lublana. 9 stycznia 2009 Booker podpisał kontrakt z Czarnymi Słupsk. Sezon 2009/2010 zaczął jednak na Ukrainie, lecz 25 stycznia 2010 wrócił do klubu znad Słupi.
16 grudnia 2015 podpisał umowę z zespołem BC Igokea Aleksandrovac, występującym w lidze Bośni i Hercegowiny.

## Osiągnięcia
College
- Uczestnik turnieju NCAA (2003)
- Zawodnik Roku Fort Worth (2002 – NJCAA)
- Zaliczony do[6]:
  - NCAA All-Big Ten Honorable Mention (2003)
  - I składu turnieju Great Alaska Shootout (2004)
  - All-Conference Team (2002)
  - II składu All-NJCAA American (2002)
  - All-Junior College Transfer Team (2003)

Drużynowe
- Mistrz[7]:
  - EuroChallenge (2011)
  - Słowenii (2008, 2011, 2014)
  - Belgii (2012)
- Wicemistrz:
  - Ligi Adriatyckiej (2011)
  - Słowenii (2016)
- 3. miejsce w rozgrywkach Ligi Adriatyckiej (2008)
- Zdobywca:
  - pucharu:
    - Słowenii (2008, 2014, 2015)
    - Bośni (2016)

  - Superpucharu Słowenii (2008, 2011, 2014)
- 2. miejsce w superpucharze:
  - Słowenii (2015)
  - Belgii (2012)

Indywidualne
- MVP[6]:
  - pucharu Słowenii (2015)
  - meczu gwiazd ligi słoweńskiej (2015)
  - 18 rundy Ligi Adriatyckiej (2014/15)
  - 7 rundy ligi greckiej (2012/13)
- Uczestnik[7]:
  - tureckiego meczu gwiazd (2005)
  - słoweńskiego meczu gwiazd (2011, 2015)
- Lider play-off PLK w średniej bloków (2010)[8]

## Statystyki podczas występów w PLK
| Sezon     | Drużyna              | M  | S5 | MPG  | FG% | 3P% | FT% | RPG | APG | SPG | BPG | PPG  |
| --------- | -------------------- | -- | -- | ---- | --- | --- | --- | --- | --- | --- | --- | ---- |
| 2008/2009 | Energa Czarni Słupsk | 26 | 25 | 25,4 | 53% | 31% | 73% | 6,0 | 1,1 | 1,0 | 1,2 | 12,1 |
| 2009/2010 | Energa Czarni Słupsk | 14 | 13 | 25,1 | 47% | 30% | 80% | 5,7 | 1,4 | 1,1 | 1,1 | 12,2 |